# Băimac, Bacău
Băimac este un sat în comuna Izvoru Berheciului din județul Bacău, Moldova, România.